# Abu Kalidjar Garshasp I
Abu Kalidjar Garshasp I Ala al-Dawla (mort 1051/1052), fou emir de la dinastia kakúyida (d'origen daylemita) del Jibal governant sobre Hamadan i parts del Kurdistan i Luristan (1041/1042 a 1045).
Era fill d'Ala al-Dawla Muhammad ibn Dushmanshiyar, emir kakúyida, i durant la vida d'aquest va exercir el govern de Hamadan i de Nihawand. Va enfrontar probablement als gaznèvides del sultà Masud I ben Mahmud (1030-1040) el 1030, 1032 i 1035. El 1037 Hamadan fou atacada per bandes de saquejadors oghuz (anomenats turcmans iraquians) procedents de l'Azerbaidjan i va haver de fer un pacte amb aquestes bandes, casant amb la filla del cap turcman, Göktash; això no va impedir un nou assalt el 1038 i Hamadan fou saquejada; Abu Kalidjar es va retirar a Kangavar; foren expulsats finalment per un exèrcit kakúyida i kurd segurament el 1040.
A la mort del pare el 1041/1042 el seu fill gran Abu Mansur Faramarz el va succeir a Esfahan i el segon fill Abu Kalidjar Garshasp a Hamadan, Nihawand i Borudjerd sota sobirania del primer el nom del qual era llegit a la khutba.
Els seus dominis van seguir sent atacats pels turcs, ara sota la direcció del seljúcida Ibrahim Inal que havia ocupat Rayy un any abans (1041/1042) i que actuava separadament de Toghrul Beg i de Čaḡrī Beg i els gruix dels oghuz seljúcides i que de fet va morir revoltat contra Toghrul a mans d'aquest el 1059). A l'arribar Ibrahim Inal, el kakúyida va fugir a una fortalesa propera a Shaburkhast o Korramabad; el poble de Hamadan es va lliurar del turc mitjançant el pagament d'un tribut i quan els oghuz van marxar, Abu Kalidjar va poder tornar.
Quan Toghrul Beg va anar a Rayy el 1043 va enviar a rebre la submissió d'Abu Mansur Faramarz d'Esfahan; després va demenar la de Hamadan on Abu Kalidjar també li va jurar obediència, però al cap de poc va fugir una altra vegada cap a la fortalesa de Kangavar; Toghrul va instal·lar un governador a la ciutat. Abu Kalidjar va retornar a Hamadan el 1044/1045 i va expulsar al governador seljúcida i es va declarar feudatari del sultà buwàyhida de Fars Abu Kalidjar Imad al-Din. Toghrul Beg davant aquesta traïció, va decidir eliminar a Abu Kalidjar Garshasp i el 1045/1046 va enviar a Ibrahim Inal contra Hamadan. La ciutat fou conquerida aquesta vegada definitivament, i al cap de dos anys fou conquerida Kangavar.
Abu Kalidjar Garshasp va fugir als dominis buwàyhides; des de Fars va fer algunes incursions contra els seljúcides i va intentar una aliança amb Mawdud ben Masud (1041-1048) de Gazni.
Va morir al Khuzestan el 1051/1052 on era governador per compte del buwàyhida de Fars, Fulad Sutun ibn Abi Kalidjar